# موججا
موججا (بالروسية: Можга) هي إحدى مدن روسيا في الكيان الفدرالي الروسي أودمورتيا.